# Zelotes kulukhunus
Zelotes kulukhunus FitzPatrick, 2007 è un ragno appartenente alla famiglia Gnaphosidae.

## Etimologia
Il nome della specie deriva dall'aggettivo kulukhunus che in ndebele del nord significa ampio, largo, in riferimento alle dimensioni della femmina, fra le più grandi del genere Zelotes.

## Caratteristiche
Questa specie appartiene al subterraneus group, le cui peculiarità sono: i maschi hanno la base dell'embolus molto larga che si estende attraverso gran parte della larghezza del bulbo del pedipalpo. Le femmine hanno un'epigino di forma rettangolare con i condotti disposti trasversalmente.
L'olotipo femminile rinvenuto ha lunghezza totale è di 10,41mm; la lunghezza del cefalotorace è di 3,75mm; e la larghezza è di 3,33mm.

## Distribuzione
La specie è stata reperita nel Ciad meridionale: l'olotipo femminile è stato rinvenuto nel villaggio di Bebedija, presso la città di Moundou, appartenente alla regione del Logone Occidentale; altri esemplari sono stati reperiti in Burkina Faso, nei pressi di Ouahigouya.

## Tassonomia
Al 2016 non sono note sottospecie e dal 2007 non sono stati esaminati nuovi esemplari.